# Нгакараву
Нгакараву (ಙಕಾರವು) — нга, 18-я буква алфавита каннада, обозначает велярный носовой согласный. В алфавитном виде буква не используется, но можно считать, что она заменяется знаком анусвара. Для каннада, телугу, тибетского и бирманского алфавита характерно явление графического подобия в написании букв "Нга" и "Джа" ( ಙ - ಜ ).